# Tsaratsovo
Tsaratsovo (bulgariska: Царацово) är ett distrikt i Bulgarien.   Det ligger i kommunen obsjtina Maritsa och regionen Plovdiv, i den centrala delen av landet, 120 km öster om huvudstaden Sofia.
Runt Tsaratsovo är det i huvudsak tätbebyggt. Runt Tsaratsovo är det mycket tätbefolkat, med 4 039 invånare per kvadratkilometer.